# Cetatea Maus
Cetatea Maus este situată lângă localitatea Sankt Goarshausen, în Rheinland-Pfalz, pe valea Rinului. Cetatea a fost întemeiată în secolul al XIV-lea.

## Istoric
Clădirea cetății sub denumirea „Peterseck” (Colțul lui Petru) în timpul arhiepiscopului Boemund al II-lea de Trier a durat între anii 1353 și 1357. Continuarea construcției cetății, care a devenit reședință episcopală a Arhidiecezei de Trier, a fost preluată de episcopii Kuno al II-lea von Falkenstein și „Werner von Falkenstein” (1362-1368). Denumirea cetății (Maus = șoarece) provine de la cetatea din apropiere "Neukatzenelnbogen", care era denumită de localnici Burg Katz (Cetatea pisicii). Cetatea Maus n-a fost distrusă ca celelalte cetăți din regiune, în prezent fiind un loc unde se cresc șoimi și vulturi.